# Annona excellens
Annona excellens este o specie de plante angiosperme din genul Annona, familia Annonaceae, descrisă de Robert Elias Fries. Conform Catalogue of Life specia Annona excellens nu are subspecii cunoscute.